# Christian Breunig
Christian Breunig (* 16. Februar 1974 in Buchen) ist ein deutscher Politikwissenschaftler.

## Leben
Breunig wuchs als Sohn des Gärtnereibesitzers Wilfried Breunig und dessen Ehefrau Monika in Mudau im badischen Odenwald auf und hat zwei Schwestern. Er besuchte die Grundschule Mudau und war danach am Burghardt-Gymnasium in Buchen und der Frankenlandschule Walldürn, wo er 1993 das Abitur machte. 1996 legte er die Zwischenprüfung an der Universität Heidelberg (Politikwissenschaft und Mathematik, Nebenfach Geographie) ab. Den Master of Arts erwarb er 2001 am Institut für Politikwissenschaft der University of Oklahoma. 2004 erwarb er den Master of Arts am Institut für Politikwissenschaft der University of Washington.  Den Ph.D. (Institutions, attention shifts, and changes within national budgets) erwarb er 2007 am Institut für Politikwissenschaft der University of Washington (Vergleichende Politikwissenschaft, Politische Ökonomie und Methodik). Von 2007 bis 2008 war er wissenschaftlicher Mitarbeiter am Max-Planck-Institut für Gesellschaftsforschung. Von 2008 bis 2012 war Assistant Professor am Institut für Politikwissenschaft der Universität Toronto. 2012 wurde er dort Associate Professor. Seit 2012 lehrt er als Professor für Vergleichende Politikwissenschaft, Institut für Politikwissenschaft und Öffentliche Verwaltung, Universität Konstanz.
Im Jahr 2011 stieß Breunig zusammen mit Achim Goerres auf Unregelmäßigkeiten bei den Bundestagswahlen zwischen 1990 und 2005. Diese Unregelmäßigkeiten deuteten entweder auf Manipulationen oder auf systematische Schlamperei hin, sollten aber in der Summe, so die Autoren der Studie, keinen Anlass zum Zweifel an der Rechtmäßigkeit der Wahlauszählung geben.
Im Jahr 2019 lehnte Breunig einen Ruf an die Martin-School an der University of Kentucky ab.
2021 untersuchte Breunig mit anderen Politikwissenschaftlern wie Frauen, Migranten und Arbeiter im deutschen Bundestag repräsentiert werden.

## Schriften (Auswahl)
- als Herausgeber mit Frank R. Baumgartner und Emiliano Grossman: Comparative policy agendas. Theory, tools, data. Oxford 2019, ISBN 978-0-19-883533-2.
- Die politische Agenda Deutschlands: KOPS Universität Konstanz, 2020